# Adelognathus chrysopygus
Adelognathus chrysopygus är en stekelart som först beskrevs av Johann Ludwig Christian Gravenhorst 1829.  Adelognathus chrysopygus ingår i släktet Adelognathus och familjen brokparasitsteklar. Arten är reproducerande i Sverige. Inga underarter finns listade i Catalogue of Life.